# القرط
القرط (انگلیسی: El Keurt) یک شهرک در  استان معسکر کشور الجزایر است.